# غونار أورون جونسون
غونار أورون جونسون هو لاعب كرة قدم آيسلندي في مركز نصف الجناح، ولد في 30 أبريل 1985 في آيسلندا. شارك مع منتخب آيسلندا لكرة القدم. أما مع النوادي، فقد لعب مع ستيارنان وناتدبيرنوفيلاغ ريكيافيكور ونادي بريدابليك ونادي فيلكير.

## وصلات خارجية
- غونار أورون جونسون على موقع قاعدة بيانات كرة القدم.إي يو (الإنجليزية)
- غونار أورون جونسون على موقع ناشيونال فوتبول تيمز (الإنجليزية)